# Endroedyolus paradoxus
Endroedyolus paradoxus là một loài bọ cánh cứng trong họ Bọ hung (Scarabaeidae).